# テイク・ア・ライド (プット・エム・イン・ジ・エアー)
「テイク・ア・ライド（プット・エム・イン・ジ・エアー）」（Take a Ride (Put Em in the Air)）は、スウェーデンの歌手エリック・サーデの9作目のシングル。

## 収録曲
1. テイク・ア・ライド（プット・エム・イン・ジ・エアー） "Girl from Sweden"
2. テイク・ア・ライド（プット・エム・イン・ジ・エアー）[インストゥルメンタル] "Take a Ride (Put Em in the Air) [Instrumental]"